# Santuario del Sacro Cuore
Il santuario del Sacro Cuore è una chiesa monumentale di Castellammare di Stabia, situata nella frazione di Scanzano, nella zona collinare della città ed appartenente alla parrocchia della chiesa del Santissimo Salvatore e San Michele. Al suo interno sono conservate le spoglie della beata Maria Maddalena Starace.

## Storia

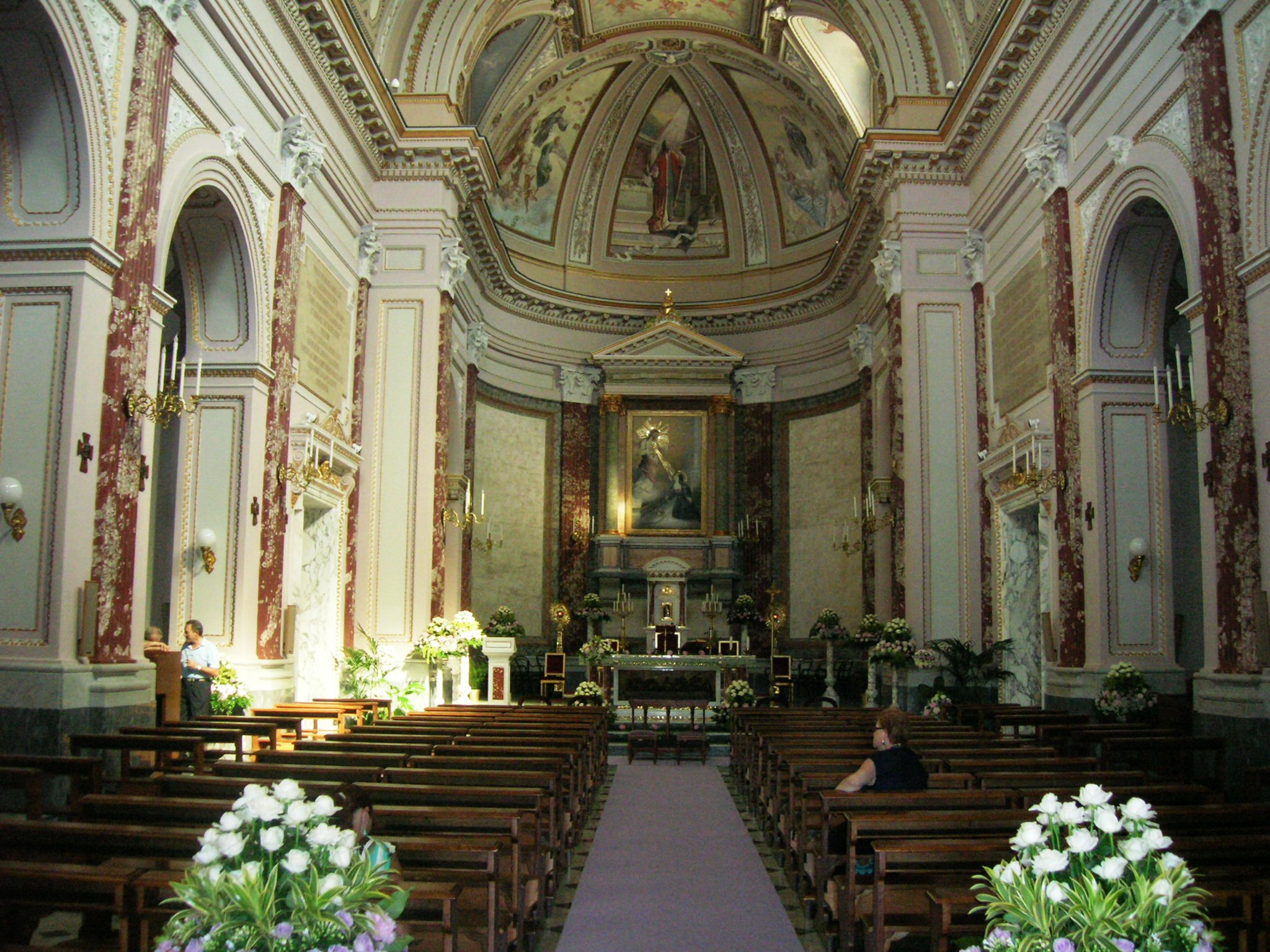
L'interno del santuario

Dopo la fondazione di una congregazione religiosa, chiamata Suore Compassioniste Serve di Maria, suor Maria Maddalena Starace, al secolo Costanza, espresse il desiderio di costruire un convento dove operare con le sue consorelle. La prima sede fu un appartamento di proprietà del commissario Francesco Starace, padre di Costanza, spostato poi nel 1870 in un appartamento preso in fitto, che ben presto divenne insufficiente per l'operato della congregazione.
Il 3 febbraio 1895 il vescovo Vincenzo Sarnelli, pose la prima pietra del convento, il quale sarebbe stato affiancato da un santuario intitolato al Sacro Cuore ed alla Vergine Addolorata. I lavori, affidati alla direzione dell'ingegnere Antonio Vitelli, durarono molto più a lungo del previsto a causa di problemi burocratici ed economici: il tempio fu consacrato il 5 ottobre 1908 dal vescovo Michele De Jorio. Nel corso degli anni si è arricchito di diverse opere d'arte ed ha subito vari interventi di manutenzione che non ne hanno cambiato la struttura originaria.

## Struttura

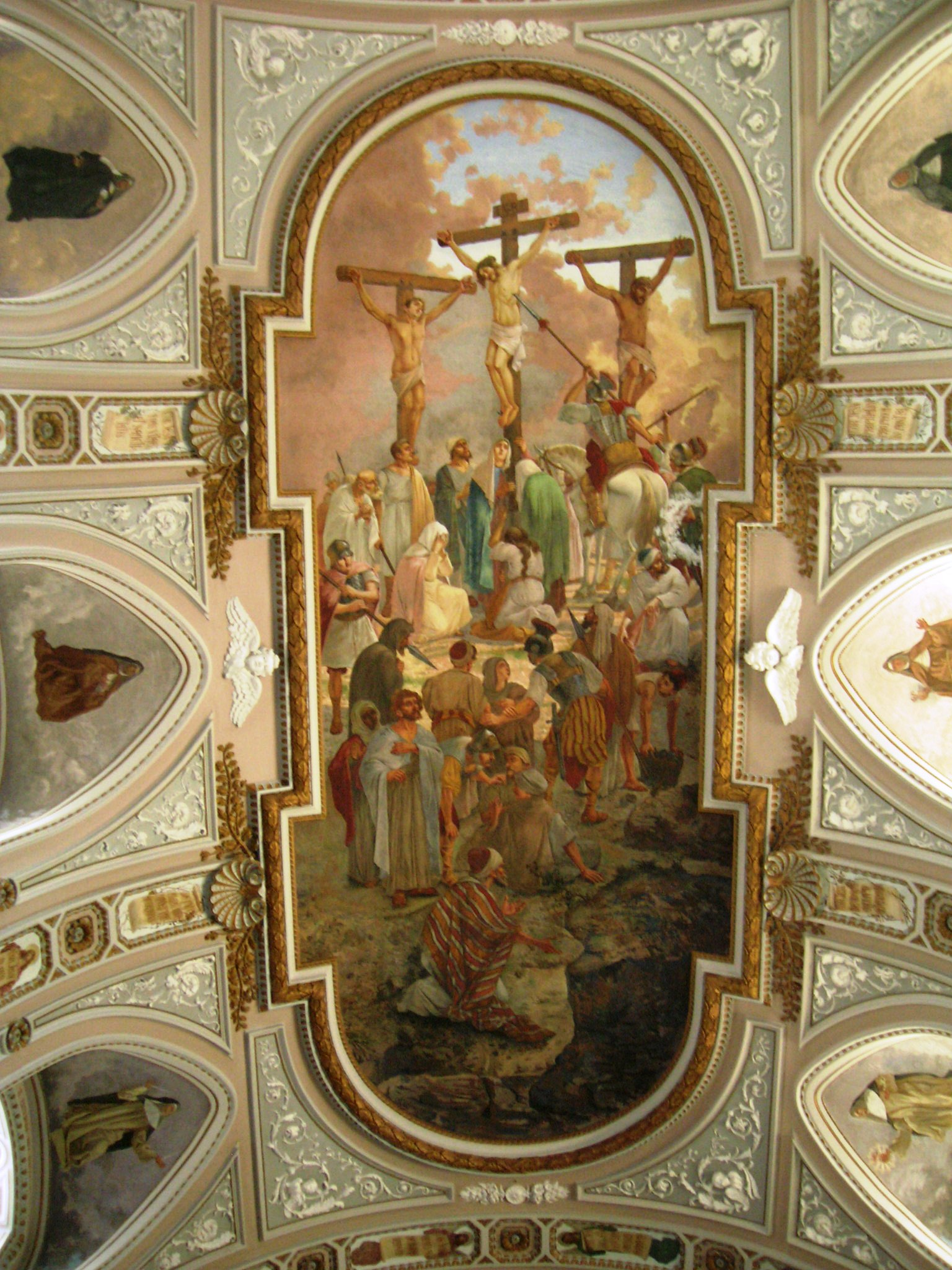
La Crocifissione di Galloppi

La facciata principale del santuario del Sacro Cuore è divisa in tre zone: una centrale, più alta e sporgente, e due laterali, caratterizzate da un'altezza minore e legate alla principale da due volute. La facciata centrale si divide a sua volta in due ordini: quello inferiore decorato da due lesene in stile corinzio che reggono la trabeazione e quello superiore che ripropone lo stesso tipo di lesene che sostengono una nuova trabeazione sul quale poggia un timpano finemente decorato. Nell'ordine inferiore è presente il portale d'ingresso in bronzo, composto da dieci pannelli cesellati, affiancato da due colonne che reggono una fascia in marmo: i pannelli raffigurano gli stemmi del Pontefice, del cardinale protettore delle Compassioniste, i vescovi dell'epoca, le effigi del Sacro Cuore e dell'Addolorata mentre i rimanenti quattro sono decorati in stile rinascimentale. Nell'ordine superiore è presente invece un ampio finestrone con al centro una raffigurazione di Maria Maddalena Starace, ed anch'esso affiancato da due colonne sulle cui sommità è poggiato un timpano ad arco.
All'interno la chiesa si presenta a tre navate: una centrale e due laterali, separate tramite due serie di tre archi, al cui interno sono ospitata altrettante cappelle comunicanti tra di loro. La navata centrale ha una volta a botte divisa in cinque scomparti: i tre centrali sono decorati da un affresco raffigurante la Crocifissione, opera di Vincenzo Galloppi, mentre i due alle estremità sono decorati con due cassettoni di forma ottagonale. I pilastri che sostengono la volta sono decorati con lesene in stucco e terminano in dei costoloni affrescati con figure di sante devote all'eucaristia. Le cappelle laterali riportano tutte gli stessi elementi decorativi ossia una volte a botte, un altare in marmo ed al centro un'edicola corinzia: le tre cappelle di destra sono dedicate alla Madonna Santissima Addolorata, alla Madonna del Buon Consiglio e a san Filippo Benizi, mentre le tre di sinistra sono dedicate ai Sette santi fondatori dell'ordine dei Servi di Maria, al Transito di San Giuseppe e alle Anime del Purgatorio; tutti gli affreschi presenti nelle cappelle furono realizzate negli anni dieci da Vincenzo Galloppi.

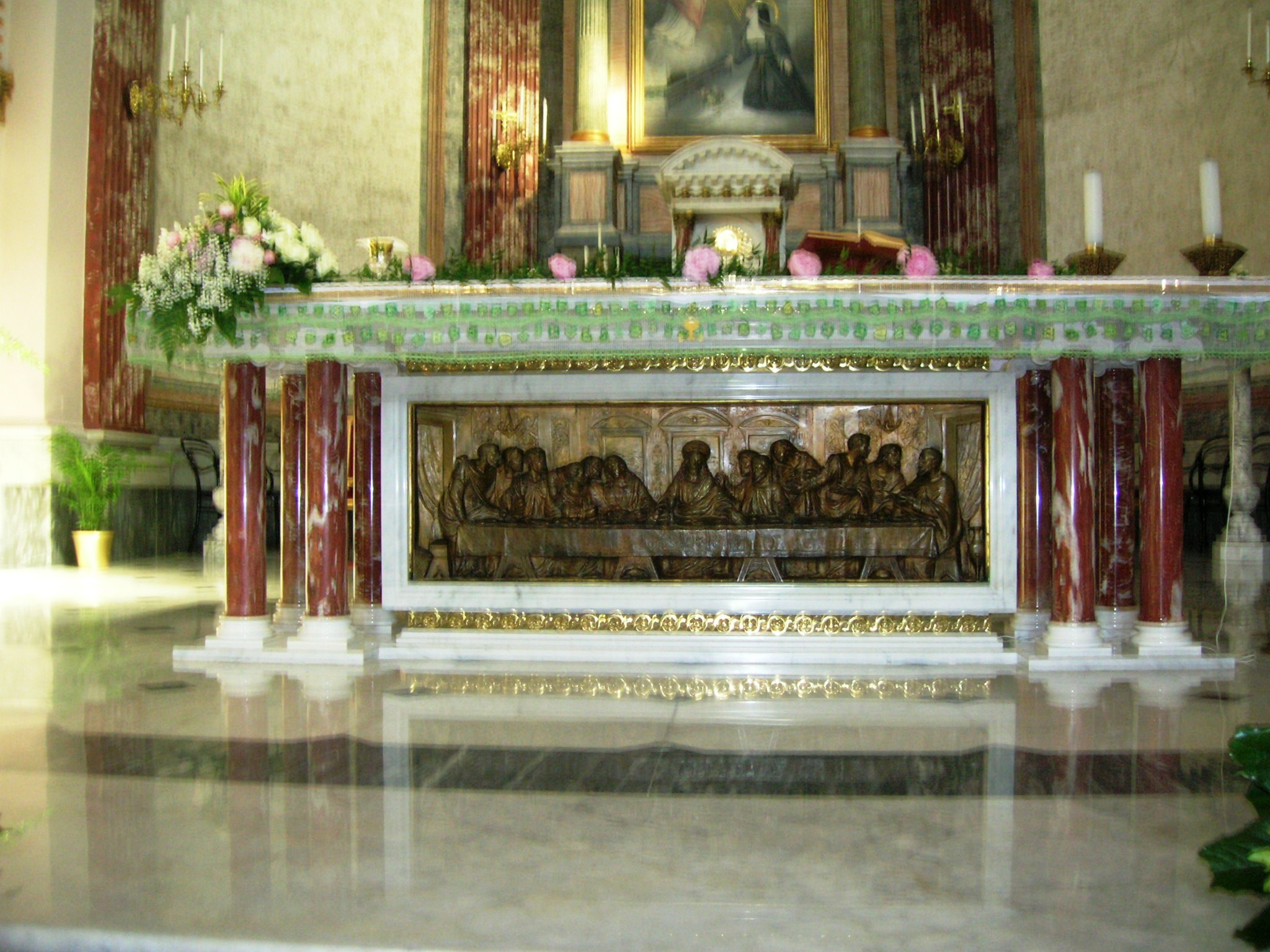
L'altare maggiore

L'abside, di forma curvilinea, si presenta rialzata rispetto alla navata: al centro è posto il dipinto raffigurante il Sacro Cuore, che dà il nome alla chiesa, opera di Roberto Scognamiglio. Nella volta dell'abside si aprono due finestroni, mentre al centro è presente una raffigurazione di angeli intorno ad un'ostia, oltre a tre lunette decorate con figure religiose. L'altare maggiore è in marmo e bronzo, con la mensa sorretta da otto colonne in ordine ionico in marmo rosso, al di sotto della quale è presente una riproduzione in bronzo dell'Ultima Cena di Leonardo da Vinci. Al termine delle tre cappelle laterali, poco prima dell'altare, si aprono su ambo i lati due ampi portali: quello a destra conduce in una cappella dove riposano, in un'urna marmorea, dal 1929, le spoglie mortali della beata Maria Maddalena Starace, mentre quello a sinistra conduce nell'ampia sagrestia dove sono custoditi cinque quadri, presumibilmente risalenti al XVIII secolo, in stile giordanesco, raffiguranti i profeti, oltre ad un armadio artistico ed un pulpito in legno realizzati nel 1910.
Sul fondo della chiesa, un soppalco sostenuto da quattro colonne, ospita l'organo, mentre nei pressi dell'ingresso sono presenti due statue di buona fattura raffiguranti l'Addolorata e sant'Antonio ed un'altra di santa Lucia è nelle vicinanze della sagrestia. Accanto al santuario si trova il monastero delle Suore Compassioniste ed campanile: quest'ultimo è stato costruito recentemente ed inaugurato il 1º aprile 2006 dal cardinale Josè Saraiva Martins; il campanile è dotato di cinque campane, costruite a Vittorio Veneto e sono state benedette dal vescovo Felice Cece il 4 settembre 2005 ed il giorno seguente issate sulla torre.